# Calcedonio Di Pisa
Calcedonio Di Pisa (Palermo, 11 de octubre de 1931–Palermo, 26 de diciembre de 1962), también conocido como Doruccio, fue un miembro de la mafia siciliana. Era el jefe de la familia mafiosa del barrio de Noce de Palermo y se sentó en la primera Comisión, el organismo coordinador de la Cosa Nostra en Sicilia.

## Trayectoria mafiosa
Di Pisa fue descrito por Norman Lewis en "The Honoured Society" como "un joven y vulgar filibustero, normalmente con guantes, vestido con una camisa de seda de color morado y un abrigo de pelaje de camello muy pálido —como aquellos que se usaban en la época de George Raft—. Conducía un Alfa Romeo de color crema y decorado con todo tipo de artilugios, y con su aspecto de dandi era todo un anatema para los mafiosos de la vieja escuela…". Di Pisa era un contrabandista de cigarrillos y estaba activamente involucrado en el florecimiento de la especulación inmobiliaria, conocido como el saqueo de Palermo, durante el reinado de Salvo Lima como alcalde de Palermo.
Di Pisa estuvo presente en la serie de reuniones en el Hotel delle Palme y en la marisquería Spanò, junto a los mafiosos americanos y sicilianos más renombrados en Palermo entre el 12 y el 16 de octubre de 1957. Joseph Bonanno, Lucky Luciano, John Bonventre, Frank Garofalo, Santo Sorge y Carmine Galante fueron algunos de los mafiosos americanos presentes, mientras que en el bando siciliano se encontraban Salvatore "Ciaschiteddu" Greco y su primo Salvatore Greco "l'ingegnere", conocido como "l'ingegnere" o "Totò il lungo", Giuseppe Genco Russo, Angelo La Barbera, Gaetano Badalamenti y Tommaso Buscetta.
Di Pisa fue asesinado el 26 de diciembre de 1962, en la Piazza di Principe Camporeale de Palermo, mientras se dirigía a un estanco a por tabaco. Tres hombres le dispararon con una escopeta de cañón recortado y un revólver. Ninguno de los presentes en la plaza reveló haber oído ningún disparo cuando fueron interrogados por la policía.

## Primera Guerra de la Mafia
El asesinato di Pisa desencadenó el estallido de la Primera guerra de la mafia. El conflicto estalló por un cargamento de heroína trucado. Cesare Manzella, los primos de Ciaculli y los hermanos La Barbera de Palermo Centro habían financiado la expedición. Todas las sospechas recayeron sobre Di Pisa, que era el encargado de recoger la heroína para Manzella de un proveedor corso, Pascal Molinelli, y había organizado el transporte para los socios de Manzella en Nueva York.
Di Pisa fue citado a comparecer ante la Comisión, pero se las arregló para convencer a la mayoría de los miembros de que él no era el verdadero culpable. Sin embargo, los hermanos La Barbera no estuvieron de acuerdo con la resolución, lo cual a ojos de los demás eran vistos como sospechosos de estar detrás del asesinato de Di Pisa. El asesinato llevó a un sangriento conflicto entre los Greco y los La Barbera. La guerra terminó con la masacre de Ciaculli, que cambió lo que hasta entonces había sido una guerra entre clanes de la mafia en una guerra contra la mafia por parte del Estado. Ello llevó a que aparecieran los primeros indicios de lucha contra la mafia por parte del Estado. La Comisión fue disuelta y muchos mafiosos prefirieron huir del país a causa de la presión policial.
Sólo más tarde se hizo evidente que el jefe de la mafia Michele Cavataio había matado a Di Pisa, según relata Tommaso Buscetta después de que se convirtiera en colaborador de justicia en 1984. Cavataio había perdido su influencia respecto a los Greco en una guerra por el controlar el mercado al por mayor a mediados de 1950. Entonces Cavataio asesinó a Di Pisa a sabiendas de que los hermanos La Barbera habrían sido culpabilizados por los Greco y que, por tanto, se hubiera comenzado una guerra entre clanes. Para que siguiera reinando esta confusión, Cavataio siguió alimentando la guerra a través de otros ataques con bombas y asesinatos.